# Ar Jentilez
L' Ar Jentilez est une réplique d'un flambart du Trégor, du début du XXe siècle.

C'est un voilier associatif de promenade. Son port d'attache actuel est Ploumanac'h dans les Côtes-d'Armor.

Son immatriculation est : PL 92 , PL pour le quartier maritime de Paimpol, 92 pour son année de lancement.

## Histoire
L'Ar Jentilez a été construit au chantier Yvon Clochet de Plouguiel en 1992. Il a été conçu comme un flambart-goémonier du Trégor. Il ressemble un peu à La Pauline, chaloupe de Dahouët. Il a été construit dans le cadre du concours "bateaux des côtes de France" (Brest 1992) initié par la revue Chasse-Marée, à l'initiative de la ville de Perros-Guirec.
L’idée de construction d’un bateau traditionnel pour Perros-Guirec remonte à 1988 quand Bernard Cadoret, directeur du Chasse-Marée, trouve plusieurs dossiers de navires concernant le quartier de Lannion de 1875 à 1915 aux archives départementales de Quimper. Il découvre un type de voilier méconnu, presque totalement oublié, à deux mâts, pratiquant l’engrais de mer et le sable, et constate que les plus grosses unités sont principalement basées au port de Perros-Guirec. Une étude est alors demandée à Christian BERREZAI pour retrouver les traces de ce type de bateau appelé lougre ou flambart.
La référence pour la construction du flambart Ar Jentilez fut représentée par la dernière plus grosse unité construite : l’Espérance jaugeant 8,24 tx construite à Plougrescant en 1906 au Chantier BERNARD par le patron Vincent-Marie Le Grossec et dépecé au Lenn en LOUANNEC en 1934. Son épave y restera pendant un certain nombre d’années.
Puis les années trente voient la disparition progressive de ces flambarts goémoniers trégorrois à deux mâts naviguant sans moteur, uniquement à la voile et aux avirons, au profit des côtres ayant la même fonction (type goémoniers léonards) disposant d’un moteur.
La ville de Perros-Guirec a commandé la construction d’Ar Jentilez au chantier d’Yvon Clochet à l’occasion des fêtes de Brest 92, sur des plans établis par l'architecte naval François Vivier.
Il est la propriété de Perros-Guirec, qui s'en sert comme ambassadeur de la ville, et est géré par l'Association Ar Jentilez.

Il porte 2 mâts avec 2 voiles au tiers (misaine et taillevent) et un foc sur le bout-dehors.
Il a participé à différentes éditions des Fêtes maritimes de Brest : Brest 1996, Brest 2000, Brest 2004, Brest 2008, Les Tonnerres de Brest 2012 et Brest 2016.